# Воливе Сен Пјер
Воливе Сен Пјер (фр. Woluwe-Saint-Pierre, хол. Sint-Pieters-Woluwe) је општина у Белгији у региону Брисела. Према процени из 2007. у општини је живело 38.554 становника.

## Становништво
Према процени, у општини је 1. јануара 2015. живело 41.077 становника.
| 1984.  | 2000.  | 2010. | 2015. |
| ------ | ------ | ----- | ----- |
| 40.285 | 37.922 | 39077 | 41077 |